# Арслан-хан
Арслан-хан Мухаммад — правитель з династії Караханідів (1102—1130). Відомий також як Ахмад II Арслан-хан.

## Біографія
Походив з алідської гілки династії Караханідів. В 1102 році сельджукид Ахмад Санджар, завдавши поразки біля Термезу Джабраїлу Кадир-хану, заволодів Мавераннахром і поставив на трон в Самарканді Арслан-хана Мухаммада, чий батько, Сулайман Давуд, був одружений з дочкою сельджукида Малік-шаха.
Мухаммад царював понад чверть століття. За словами Раванді і Хусейні, він постійно вів боротьбу з невірними і завоював землі кочівників, які були на відстані від його столиці за 2 місяці шляху. За припущенням В. В. Бартольда, військові кампанії Мухаммада відбувалися, «ймовірно, проти кипчаків», але також відомо, що деякі з них були і в інших напрямках. Йому вдалося приєднати до Західного каганату якщо не все, то принаймні велику частину володінь східних Караханідів.
Ймовірно, деякі успіхи Арслан-хана були тимчасовими, але у всякому разі він міцно укріпився в Ферганої.
Він був відомий своєю містобудівною діяльністю: його правлінням датується спорудження Великого бухарського мінарету і спробою відновлення Пайкенду. Перед своєю кончиною Арслан-хан призначив наступником свого сина Насра, але його вбили в результаті змови. У спробі впоратися зі смутою Арслан-хан звернувся по допомогу до Ахмада Санджара, але той, замість того, щоб допомогти, сам завоював Мавераннахр. З обложеного Самарканду Арслан-хан був винесений на носилках і незабаром помер. Новим каганом став інший син Ахмад.